# Epimecis repressa
Epimecis repressa là một loài bướm đêm trong họ Geometridae.